# Somniosus pacificus

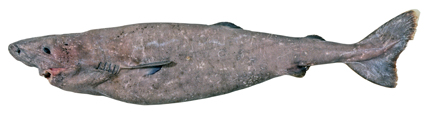
Somniosus pacificus

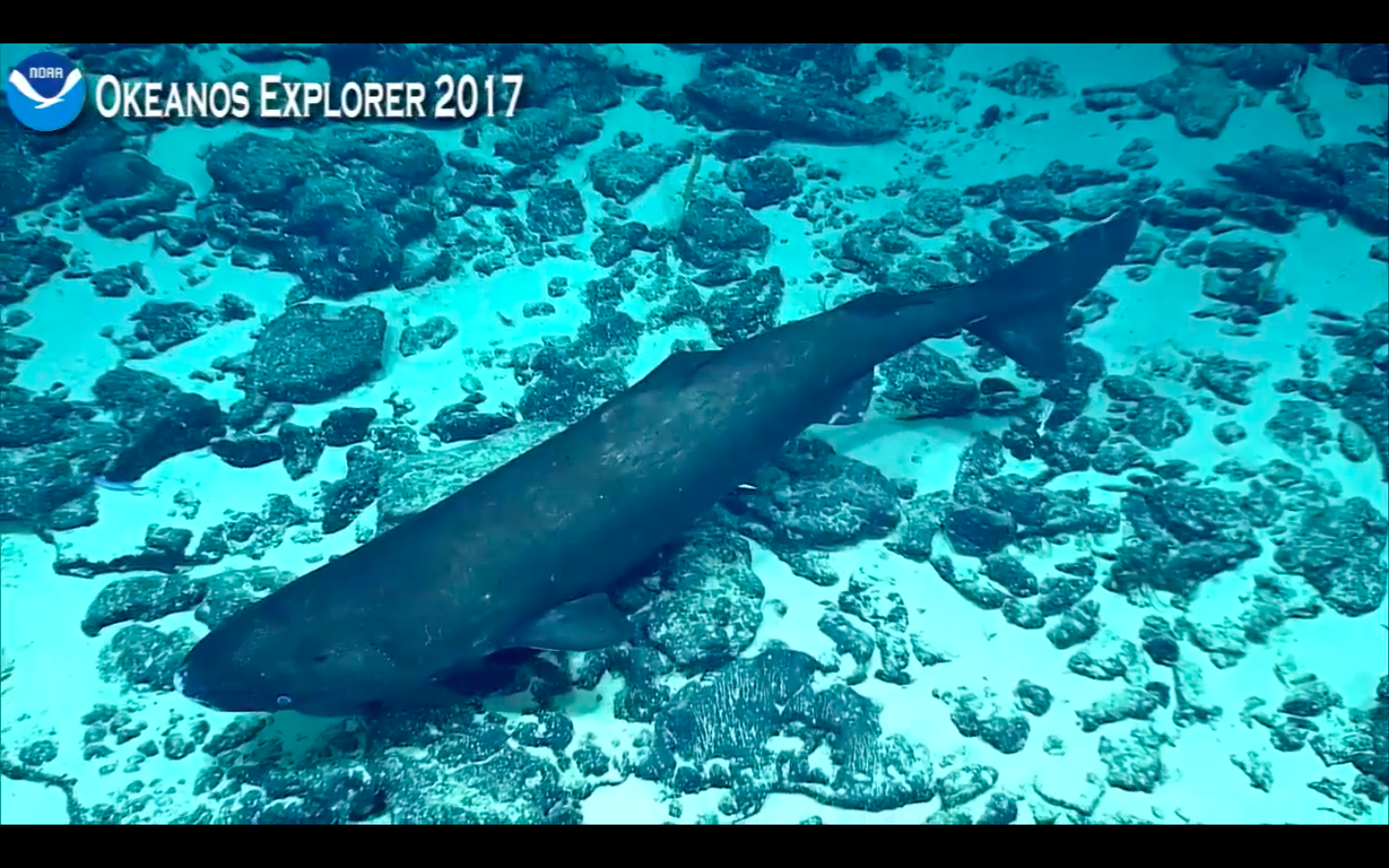
Somniosus pacificus

El tiburón dormilón del Pacífico (Somniosus pacificus) es una especie de tiburón perteneciente a la familia Somniosidae que habita alrededor del planeta sobre la plataforma continental y el borde del talud en aguas templadas en latitudes comprendidas de 70°N y 54°S, desde la superficie hasta los 2000 metros de profundidad. Su longitud alcanza los 4,4 m, sin embargo se piensa que puede alcanzar los 7 metros.

## Alimentación
Esta especie vaga puede deslizarse por el agua realizando pocos movimientos y en forma silenciosa, lo cual le permite ser un depredador eficaz. Se alimenta mediante la succión y desgarramiento de sus presas. Tienen grandes bocas, pueden succionar presas y cortar cualquiera que sea demasiado grande para tragar. Solo se conoce la dieta de la especie en Alaska, donde la mayor parte de los estómagos contienen restos del pulpo gigante. También se sabe que consumen peces teleósteos del lecho marino, otros peces y crustáceos, e incluso caracoles de mar. Los especímenes más grandes pueden capturar nadadores veloces como calamares, salmones y marsopas. La dieta del tiburón dormilón del Pacífico parece ampliarse en cuanto aumentan de tamaño. Por ejemplo, en una hembra de 1,2 m hallada en Trinidad (California) se encontró principalmente calamar gigante. Una hembra de aproximadamente 4 metros capturada en la costa de Chile tenía en su estómago un  delfín meridional sin aleta. Es una de los 3 animales (junto al cachalote, y el tiburón dormilón del Sur, una especie relacionada) que se alimenta de calamares gigantes y colosales adultos. Debido a que un tiburón que puede llegar máximo a los 7 metros puede tener problemas para capturar y devorar un calamar de 12 a 14 m, se cree que se alimenta de cadáveres en lugar de atraparlos vivos. Sin embargo, esto sería posible si atrapara animales débiles o enfermos con limitada capacidad para defenderse.

## Depredación
De acuerdo a un estudio publicado en 2011, las orcas marítimas del norte del Pacífico se alimentan rutinariamente de la especie, de la cual aparentemente consumen únicamente del hígado, desechando posiblemente la carne por resultarle tóxica.

## Reproducción
Se cree que la especie es capaz de producir huevos que pueden incubarse dentro de su cuerpo (reproducción ovovivípara), pero el tiempo de gestación se desconoce; el tamaño de huevos que llegan a eclosionar se cree que alcanza los 300. La longitud al nacimiento es de aproximadamente 42 cm o menos.

## Tamaño
El tamaño promedio es de 4 metros y de 300-360 kg aproximadamente. El ejemplar más grande capturado tenía 4,4 m, sin embargo FishBase acepta que posiblemente alcance 7 m. En 1989, un ejemplar enorme fue filmado en la bahía de Tokio, Japón y se estimó un tamaño de aproximadamente 7 m de largo.

## Adaptaciones
Debido a que frecuenta las frías profundidades el aceite del hígado no contiene escualeno debido a que podría solidificarse en una masa densa no flotante. En lugar de escualeno, tiene compuestos de baja densidad como éteres de diacilgliceril (DAGE) y triacilglicerol (TAG) los cuales se mantiene fluidos a bajas temperaturas. También almacenan algo de urea en la piel (como otros tiburones abisales) pero almacenan altas concentraciones de N-óxido de trimetilamina. Este ayuda a estabilizar las proteínas que componen los músculos natatorios, las hormonas digestivas y reproductivas que contrarrestan la intensa presión y el frío del fondo oceánico. Debido a que la comida es escasa en las profundidades esta especie es capaz de almacenar alimento en su espacioso estómago. sus mandíbulas son capaces de infligir poderosas mordidas por ser cortas y trasversas. Los dientes de la mandíbula superior tienen forma de clavo, mientras los inferiores tienen cúspides oblicuas y bases superpuestas. Esta disposición les permite sujetar y cortar alimentos demasiado grandes para tragar. Tiene una aleta caudal corta lo que le permite almacenar para los derroches violentos de energía requeridos para atrapar sus presas.